# Haptoclinus
Haptoclinus is een monotypisch geslacht van straalvinnige vissen uit de familie van de slijmvissen (Labrisomidae).

## Soort
- Haptoclinus apectolophus Böhlke & Robins, 1974